# 馬爾巴赫河
51°30′9.13″N 7°10′48.9″E / 51.5025361°N 7.180250°E

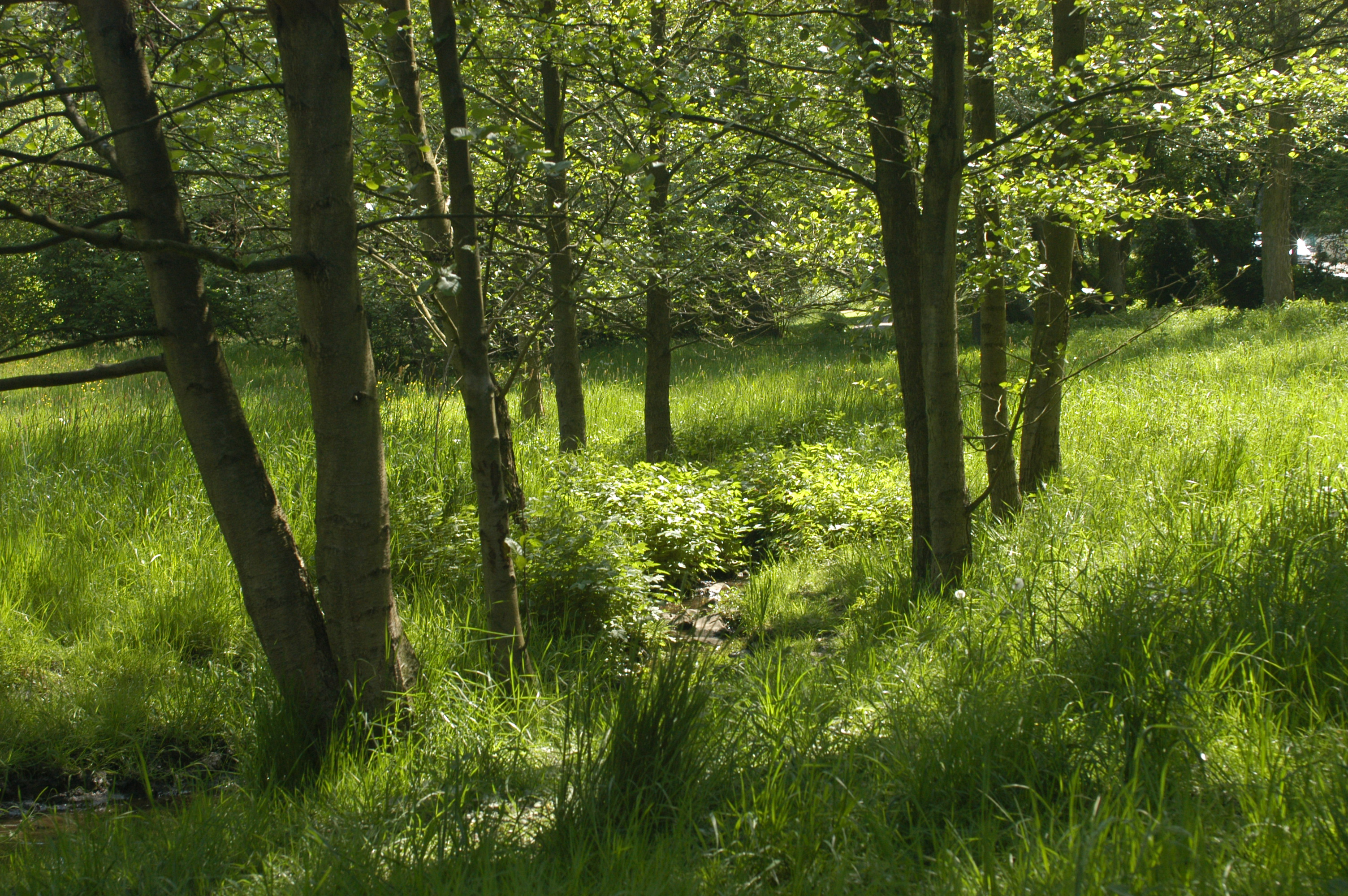

馬爾巴赫河（德語：Marbach），是德國的河流，位於該國西部，處於北萊茵-威斯特法倫州，屬於許勒巴赫河的左支流，河道全長8.7公里，流域面積15.6平方公里。